# Фекленко, Наталья Владимировна
Наталья Владимировна Фекленко (род. 15 февраля 1946, Москва, СССР) — советская, российская актриса театра и кино. Заслуженная артистка России (2009).

## Биография
Родилась 15 февраля 1946 года в Москве.
В 1968 году окончила ГИТИС (курс В. А. Орлова и М. Н. Овчинской) и была принята в Московский академический театр сатиры, где служит до сих пор. Была подругой Екатерины Градовой (радистка Кэт из «Семнадцати мгновений весны»).

## Семья
Первый муж — Бородокин Станислав Юрьевич (род. 1944), актёр.
- Дочь — Дарья Владимировна Фекленко (род. 1970, отчество по отчиму, второму мужу матери), актриса, режиссёр.
  - Внук — Иван Шенталинский-Фекленко.

Второй муж — Владимир Михайлович Матвеев (род. 1952), советский и российский актёр театра, кино и дубляжа. Народный артист Российской Федерации.
- Сын — Владимир Владимирович Фекленко (род. 1985), актёр.
  - Внучка — Мирослава Владимировна Фекленко.

## Творчество

### Роли в театре
- Пена (Альбина)
- Малыш и Карлсон, который живёт на крыше
- Маленькие комедии большого дома
- Последний парад
- Родненькие мои
- Таблетку под язык
- Ворон (Смеральдина)
- Женский монастырь
- Трехгрошовая опера
- Недоросль
- Женщины без границ (Марго)
- Волшебные кольца
- Пеппи Длинный чулок

### Роли в кино
- 1968 — Киноальманах Времена года (новелла «При дороге»)
- 1977 — Схватка в пурге
- 1977 — Пена — фильм-спектакль
- 1978 — Таблетку под язык — фильм-спектакль
- 1981 — В последнюю очередь
- 1983 — Ураган приходит неожиданно
- 1985 — Пять минут страха — Вера Ивановна Рогозина, кассирша
- 1986 — Ворон — фильм-спектакль
- 1987 — Мужские портреты
- 1989 — Самоубийца — фильм-спектакль
- 1992 — Тишина
- 1999 — Семейные тайны — документальный
- 2006 — Восемь любящих женщин — фильм-спектакль — режиссёр
- 2007 — Закон и порядок: Преступный умысел (1-2 сезоны) — сериал
- 2008 — Шальной ангел — сериал
- 2009 — Город соблазнов — сериал
- 2009 — Семейные тайны — документальный
- 2010 — Адвокатессы — сериал
- 2016 — Воронины — Светлана

### Режиссёр
- Восемь любящих женщин
- Горгоны (2018)

## Награды
- Заслуженный артист России (2009)
- Почётный деятель искусств города Москвы (2024)[1]